# Småtjärnarna (Jokkmokks socken, Lappland)
Småtjärnarna är en sjö i Jokkmokks kommun i Lappland och ingår i Luleälvens huvudavrinningsområde.